# Siphonotus africanus
Siphonotus africanus är en mångfotingart som beskrevs av Cook 1896. Siphonotus africanus ingår i släktet Siphonotus och familjen koppardubbelfotingar. Inga underarter finns listade i Catalogue of Life.